# Tupadly, Mělník
Tupadly là một làng thuộc huyện Mělník, vùng Středočeský, Cộng hòa Séc.